# عضو سازه‌ای

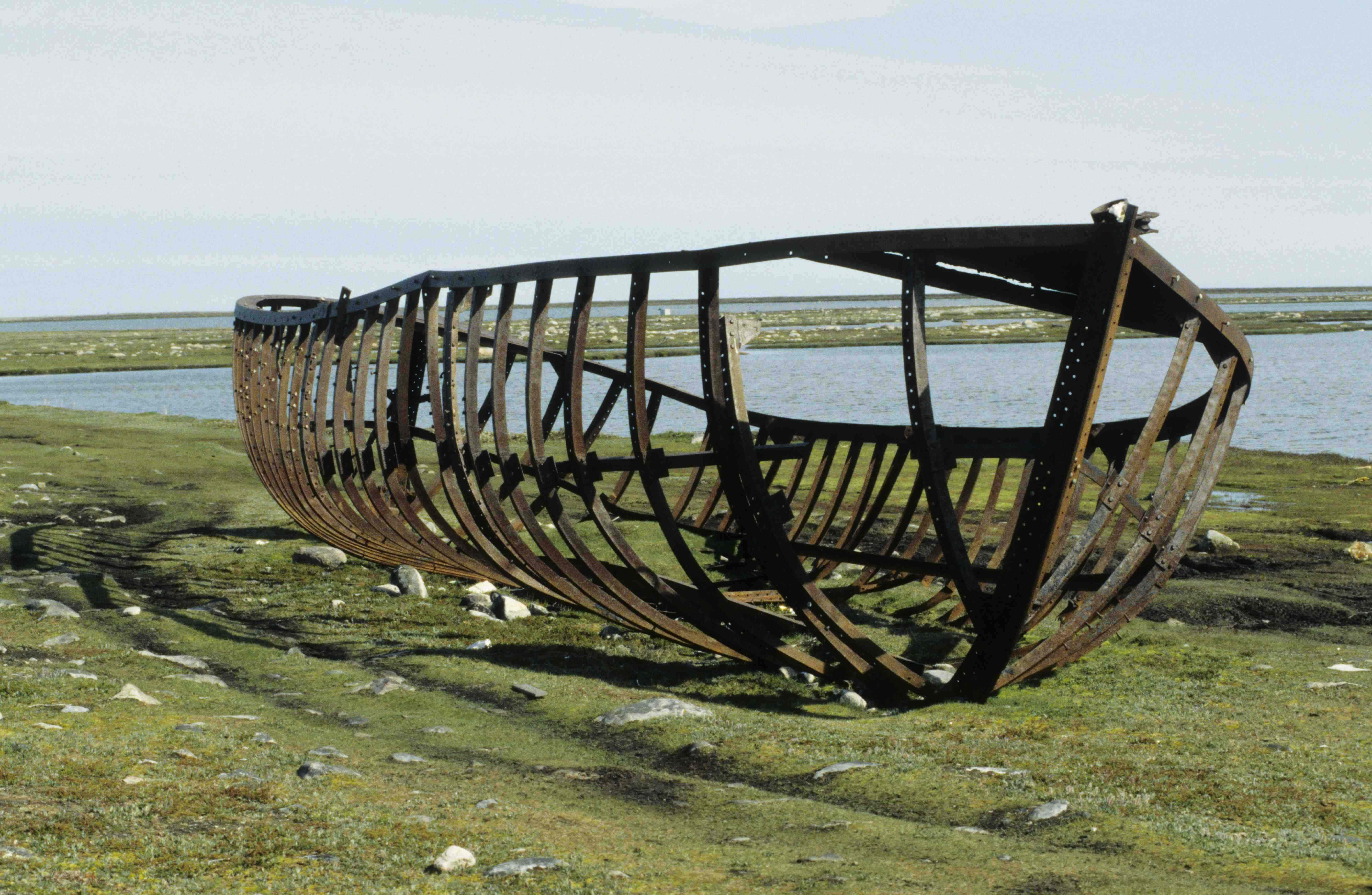
عضو سازه‌ای

عضو سازه‌ای در تحلیل سازه برای تقسیم یک سازه پیچیده به اعضای ساده به کار می‌رود. درون یک سازه یک عضو را نمی‌توان به بخش‌هایی از انواع مختلف (مثلا تیر یا ستون) تقسیم کرد.
عضو سازه ای می‌تواند خطی، سطح یا حجم باشند.
اعضای خطی:
- میله - بارهای محوری
- تیر - بارهای محوری و خمشی
- Struts یا اعضای فشاری- بارهای فشاری
- کش و کابل - بارهای کششی

عضو سطحی:
- غشاء - بارهای درون صفحه
- پوسته - بارهای درون صفحه و لنگر خمشی
  - دال بتنی
  - عرشه
- دیواره برشی - فقط بارهای برشی

حجم:
- بارهای محوری و برشی و خمشی به صورت تمام سه بعدی[۱]